# Marianne Farley
Marianne Farley (* Marianne Thérien in Montreal, Quebec) ist eine kanadische Schauspielerin, bekannt für ihre Rollen als Gem Whitman in Imaginaerum by Nightwish (Imaginaerum), Nicole Breen in This Life, Dillan Vanderson in Vampire High und Stella & Nancy in The Intruder.

## Leben
Farley verbrachte ihre Kindheit in Quebec. Sie wuchs zweisprachig auf (Englisch und Französisch). Ihre Familie ist eine Künstlerfamilie, die sich insbesondere der Musik widmet. Daher begann Faley schon sehr früh selber zu singen. Im Alter von 19 Jahren brachte Farley ihre erste Single Histoire sans prénom und ein eigenes Album heraus. Einige der Lieder schafften es in die kanadischen Top 10. Später beschloss Farley Schauspielerin zu werden. Sie nahm an verschiedenen Workshops teil und erlernt das Schauspiel.
1999 spielte Farley Stella und Nancy Brooke in The Intruder. 2002 bekam Farley die Hauptrolle der Dillan Vanderson, in der kanadischen Fernsehserie Vampire High. Sie ersetzte damit Meghan Ory, die zuvor die Hauptrolle gespielt hatte. Für die Rolle färbte Farley sich die Haare rot. Da die Serie abgesetzt wurde, war Farley nur sechs Folgen in der Serie zu sehen.
Im Jahr 2014 erhielt Farley eine Rolle in Uvanga, einem Film über die Inuit. Von 2014 bis 2015 spielte Farley Judith Laramée in der Fernsehserie Mémoires vives von Radio-Canada dar. 2015 spielte sie mit Julia, die Ehefrau einer der Hauptfiguren, in der Fernsehserie Heroes Reborn. Von 2015 bis 2016 war Farley als Nicole Breen in der Fernsehserie This Life zu sehen. Farley erzählte später, dass sie es liebte Nicole zu spielen, da diese Figur sehr komplex sei und viele verschiedene Charaktereigenschaften zeige.
Farley arbeitete außerdem als Produzentin, Regisseurin und Drehbuchautorin. 2015 führte sie beim Kurzfilm Saccage Regie. 2017 schrieb sie das Drehbuch für den Film Marguerite, bei dem sie außerdem Regie führte. Für dieses Kurzfilm-Drama, das zahlreiche Filmpreise erhielt, wurde sie 2019 für den Oscar nominiert.

## Filmografie (Auswahl)
- 1999: The Intruder
- 2002: Vampire High (Fernsehserie, 6 Folgen)
- 2004: White Skin
- 2007–2009: Nos étés (Fernsehserie, 5 Folgen)
- 2008: Ein Engel im Winter (Afterwards)
- 2008: The Christmas Choir (Fernsehfilm)
- 2009: Le gentleman (Fernsehserie, 8 Folgen)
- 2010: Snow and Ashes
- 2012: Imaginaerum by Nightwish (Imaginaerum)
- 2012: Les Rescapés (Fernsehserie, 5 Folgen)
- 2013: Uvanga
- 2013: Paranormal Witness (Fernsehserie, 1 Folge)
- 2014: 30 vies (Fernsehserie, 8 Folgen)
- 2014–2015: Mémoires vives (Fernsehserie, 6 Folgen)
- 2015: Heroes Reborn (Fernsehserie, 4 Folgen)
- 2015: Swept Under
- 2015: Saccage (Kurzfilm, Regie)
- 2015–2016: This Life (Fernsehserie, 19 Folgen)
- 2017: Bellevue (Fernsehserie, 3 Folgen)
- 2017–2018: Cheval Serpent (Fernsehserie, 11 Folgen)
- 2017: Eye on Juliet – Im Auge der Drohne (Eye on Juliet)
- 2017: Marguerite (Kurzfilm, Drehbuch und Regie)
- 2018: La Chute de Sparte
- 2020: Les nôtres
- 2021: Frimas (Kurzfilm, Drehbuch und Regie)
- 2022: North of Albany (Drehbuch und Regie)
- seit 2022: Transplant (Fernsehserie)
- 2023: Dis-moi pourquoi ces choses sont si belles